# Kim Yong-nam
 Denne artikel omhandler formanden for parlamentet. For Kim Jong-uns afdøde halvbror, se Kim Jong-nam.
Kim Yong-nam (født 4. februar 1928) er Nordkoreas statschef og formand for parlamentet i Pyongyang siden 1998. Han har tidligere været udenrigsminister fra 1983 til 1998. Han er medlem af Koreas Arbejderparti (WPK), og blev valgt til præsidiet ved Politbureauet for Centralkomiteen i 2010.